# Patrick Dennis
Patrick Dennis, pseudonimo maggiormente noto di Edward Everett Tanner III (Evanston, 18 maggio 1921 – New York, 6 novembre 1976), è stato uno scrittore statunitense.

## Biografia
Nasce a Evanston, nello Stato dell'Illinois, e qui frequenta la Evanston High School dove inizia ad usare regolarmente lo pseudonimo con cui in seguito firmerà parte dei suoi lavori (un altro pseudonimo con cui pubblicherà vari romanzi, alcuni dei quali fortunati, fu Virginia Rowans).
Ebbe un'infanzia difficile: un padre che lo ripudia in quanto diverso.
Nel 1942 si arruola nell'American Field Service, in cui presta servizio come autista di ambulanze in Nord Africa e in Arabia Saudita.
La vita privata di Patrick Dennis fu particolare e per certi versi rocambolesca, ma per i suoi contemporanei appariva come lo scrittore di successo che partecipava alle feste più esclusive dell'epoca. Noto per i suoi comportamenti sopra le righe e per il vizio di spogliarsi in pubblico nei contesti meno adatti.
Il 30 dicembre 1948 sposò l'aristocratica Louise Stickney (da cui ebbe anche due bambini), ma in seguito fu anche al centro di relazioni omosessuali divenendo popolare sulla scena gay del Greenwich Village di New York (proprio come il suo personaggio Zia Mame era diventata un'icona gay ante litteram).
Trascorre il suo vivere tormentato dal suo matrimonio di copertura , abbandonato dall'uomo che ama, incapace di gestire il suo patrimonio, tenta il suicidio a causa dell'impossibilità di accettare il suo orientamento sessuale che al tempo era considerato una malattia e veniva curata con l’elettroshock. 
Attraverso i suoi scritti fa riferimenti all'omossesualità, ma con sapienza (doppi sensi ecc) a tal punto che, né i controlli della censura, né i suoi lettori colgono questi aspetti.
Dopo varie vicende che lo portarono a perdere tutto il patrimonio accumulato durante la sua carriera di scrittore, trascorse l'ultima parte della sua vita servendo come maggiordomo (in incognito) in California. Ammalato di tumore muore all'età di cinquantacinque anni. 
Nella sua carriera di autore Patrick Dennis pubblica sedici romanzi sotto diversi pseudonimi, alcuni dei quali divenuti best seller e tuttora considerati da alcuni come piccoli capolavori della letteratura comica americana (seppur la versatilità dell'Opera di Dennis si presti a un respiro più ampio di quello comico). I suoi romanzi in realtà vogliono raccontare della borghesia bigotta americana degli anni cinquanta.

## Opera
Edward Everett Tanner III inizia la carriera lavorando con successo come ghostwriter. In seguito dà alle stampe un paio di romanzi pubblicati con lo pseudonimo di Virginia Rowans: Oh What a Wonderful Wedding, più fortunato, e House Party, accolto più tiepidamente.
Quando la rivista «Life» svela che Rowans e Dennis sono la stessa persona; Tanner III non apprezza la rivelazione; e nel 1961 firma l’ultimo romanzo, Love and Mrs. Sargent, con lo pseudonimo Virginia Rowans e poi abbandona la scena letteraria per dare spazio a Patrick Dennis.
Il suo successo è consacrato nel 1955, anno in cui viene dato alle stampe quello che è oggi il suo libro più noto, Zia Mame ( titolo originale: Auntie Mame: An Irriverent Escapade ). Il libro venne inizialmente rifiutato da ben diciannove editori, che lo consideravano "invendibile" per il suo carattere singolare e non convenzionale (inizialmente il romanzo si componeva di una serie di racconti relativamente autonomi, struttura di cui rimane comunque traccia anche nella versione definitiva nonostante l'escamotage narrativo escogitato dall'editor della casa editrice). Tuttavia, una volta edito dalla casa editrice Vanguard, Zia Mame si rivelò un enorme successo editoriale, rimanendo nella classifica dei best seller del New York Times per due anni di fila e vendendo più di due milioni di copie in lingua inglese e nelle altre quattro lingue in cui fu tradotto (tra cui l'italiano) prima di uscire fuori catalogo.
In Italia il romanzo ebbe una prima edizione, presso Bompiani, nel 1956, tradotto da Henry Furst e Orsola Nemi. Dopo una nuova edizione negli anni settanta a cura di Garzanti, il romanzo rimase fuori catalogo per molti anni, fino alla sua ripubblicazione avvenuta nel 2009 da parte di Adelphi, cui è seguito un clamoroso successo che ha visto il libro salire ai vertici delle classifiche di vendita italiane rimanendovi per molti mesi.
Seguono, l'anno successivo, Guestward Ho!, e un nuovo romanzo pubblicato come Virginia Rowans, The Loving Couple, che gli permisero di avere per un certo periodo ben tre romanzi posizionati nella top ten della classifica dei più venduti del New York Times. The loving couple: her story (and his story) venne pubblicato in italia da Ugo Mursia nel 1959 con il titolo Una coppia a New York; è la storia di una lite coniugale di una giovane coppia raccontata separatamente da lui (John) e da Lei (Mary); il romanzo è stato ripubblicato nel 2010 da Mursia con il titolo Un'adorabile coppia. 
In seguito l'autore scrisse, per soddisfare vincoli contrattuali, il seguito del suo più fortunato romanzo, Around the World with Auntie Mame (1958), anch'esso proposto nella traduzione italiana con il titolo Intorno al mondo con Zia Mame da Bompiani nel 1960, dal successo più moderato rispetto al precedente.
Seguono altri romanzi, sia con lo pseudonimo di Virginia Rowans che con quello di Patrick Dennis, che, a parte il buon successo ottenuto da Little me, che narra di Belle Schlumpfert, l’immaginaria sorella di Mame, tradotto in Italia con il titolo  Povera Piccina da Adelphi nel 2011, riscuotono solo modesto interesse.
Nel 1972 esce 3-D, (pubblicato nel Regno Unito come Anything You Like nel 1974), quasi una provocazione verso i critici che lo avevano spesso biasimato per la sua incapacità di creare personaggi che andassero oltre la macchietta a due dimensioni: stroncato dalla critica, sarà anche l'ultimo romanzo scritto dall'autore.